# Pseudopus apodus
Lo pseudopo (Pseudopus apodus) o lucertola di vetro è un sauro appartenente alla famiglia degli Anguidi, unica specie nota del genere Pseudopus.
Pur somigliando molto a un serpente, è a tutti gli effetti una lucertola, come testimoniato dalle palpebre mobili, dal fatto che usi l'autotomia e dalla presenza di orecchio esterno.

## Descrizione
Ha un corpo cilindrico con squame disposte in segmenti paralleli, e un vistoso solco laterale sui fianchi. Può raggiungere i 130 cm di lunghezza, anche se normalmente si mantiene sul metro.
Le zampe posteriori, vestigiali, sono ancora presenti e visibili presso la cloaca.

## Biologia
Si nutre di artropodi e gasteropodi terrestri. Questi ultimi sono ricercati in particolare dopo le precipitazioni. Può nutrirsi anche di piccoli mammiferi.
Se si sente in pericolo ricorre all'autotomia, cioè la capacità di liberarsi volontariamente di una parte del corpo, in questo caso la coda, per sfuggire al predatore, distraendolo.
La coda, una volta persa, si divide in più pezzi, da qui il nome comune di lucertola o serpente di vetro. Successivamente la coda ricresce.

## Distribuzione e habitat
Lo pseudopo è presente nella zona costiera della regione balcanica in Croazia, Bosnia ed Erzegovina, Montenegro, Albania, Grecia, Macedonia del Nord, Bulgaria e Tracia orientale, è anche presente lungo le coste del Mar Nero in Ucraina e Russia meridionali, Georgia e Turchia. In Asia occidentale è diffuso anche nella regione del Levante (Siria, Libano, Palestina, Israele e Giordania), in Armenia, Azerbaigian, Iraq e Iran, oltre all'Afghanistan e l'Asia centrale (Turkmenistan, Uzbekistan, Kirghizistan, Tagikistan, Kazakistan).
In Italia non è presente anche se in letteratura è riportata una vecchia segnalazione non riconfermata per il bosco di Pannowitz presso Nova Gorica; le popolazioni più prossime ai confini italiani sono in Istria in territorio croato.
Frequenta zone boschive, prati con cespugli misti a rocce, steppe e muretti a secco; preferisce ambienti aridi.

## Tassonomia
Pseudopus apodus ha 2 sottospecie:
- P. a. apodus (Pallas, 1775)
- P. a. thracius (Obst, 1978)